# San José de Bocay
San José de Bocay es un municipio del departamento de Jinotega en la República de Nicaragua. Fundado el 13 de marzo de 2002.
El pueblo de Bocay es la cabecera municipal.
Es el municipio de más reciente formación de Nicaragua. porque hasta hace poco formaba parte del municipio denominado El Cuá Bocay, mismo que por decreto legislativo fue dividido en los municipios de El Cuá y San José de Bocay.

## Geografía
San José de Bocay se encuentra ubicado a una distancia de 104 kilómetros de la ciudad de Jinotega por la carretera NIC-57, y a 286 kilómetros de la capital de Managua.
- Altitud: 300 m s. n. m.
- Superficie: 3,990 km²
- Latitud: 13° 31′ 60″ N
- Longitud: 85° 31′ 60″ O.

### Límites
Limita al norte con el municipio de Waspán y la República de Honduras, al sur con los municipios de El Cuá, Waslala y Siuna, al este con los municipios de Waspán y Bonanza y al oeste con el municipio de Wiwilí.
Se encuentra en las montañas del norte de Nicaragua.

## Historia
El municipio fue fundado en 2002 cuando el municipio de El Cuá - Bocay se dividió en dos partes y la parte noreste pasó a ser San José de Bocay.

## Demografía
San José de Bocay tiene una población actual de 74,589 habitantes. De la población total, el 48.5% son hombres y el 51.5% son mujeres. Casi el 18.8% de la población vive en la zona urbana.

## Naturaleza y clima
Según la clasificación climática de Köppen, el municipio tiene un clima tropical de sabana.
Por el municipio, el río Bocay fluye de sur a norte. La frontera más septentrional del municipio es el río Coco.
El crepúsculo civil matutino o amanecer se presenta más temprano a las 4:53 a. m. del 29 de mayo al 9 de junio y del 21 al 31 de enero se presenta más tarde a las 5:49 a. m. El crepúsculo civil vespertino o anochecer se presenta más temprano del 13 al 24 de noviembre a las 5:28 p. m. y del 2 al 15 de julio se presenta más tarde a las 6:29 p. m.

## Economía
La principal actividad agropecuaria está en la agricultura (café, frijol, maíz, papa, plátano, cebolla, tomate, repollo y cacao) y en la ganadería (bovina, porcina y caprina) para su comercialización.